# Грибной (Новосибирская область)
Грибно́й — посёлок в Черепановском районе Новосибирской области. Входит в состав Пятилетского сельсовета.

## География
Площадь посёлка — 14 гектаров.

## История
В 1965 году указом Президиума Верховного Совета РСФСР посёлок фермы № 2 Посевинского совхоза переименован в Грибной.

## Население
| 2002 | 2007 | 2010 |
| ---- | ---- | ---- |
| 328  | ↗352 | ↘332 |

## Инфраструктура
В посёлке по данным на 2007 год функционирует 1 учреждение здравоохранения и 1 учреждение образования. Осуществляется ежедневное автобусное сообщение с городом Черепаново.